# Tulillo de Abajo
Tulillo de Abajo es una localidad del estado mexicano de Guanajuato. Es parte del municipio de San José Iturbide.

## Demografía
| Gráfica de evolución demográfica |
|                                  |

| Censo | Población |
| ----- | --------- |
| 1900  | 1 437     |
| 1910  | 125       |
| 1921  | 145       |
| 1930  | 195       |
| 1940  | 177       |
| 1950  | 148       |
| 1960  | 263       |
| 1970  | 353       |
| 1980  | 368       |
| 1990  | 603       |
| 2000  | 841       |
| 2010  | 1 121     |
| 2020  | 1 431     |